# Альрауне (роман)
«Альрауне. Історія однієї живої істоти» (нім. Alraune. Die Geschichte eines lebenden Wesens) — фантастичний роман німецького письменника Ганса Гайнца Еверса, який був опублікований в 1911 році.

## Сюжет
Оповідь ведеться від імені Франка Брауна — молодого чоловіка, «що йшов усе життя біля життя».
Приїхавши до свого дядька Якоба тен-Брінкена, доктора медицини, професора і таємного радника, Франк Браун дізнається з розповіді адвоката Манассе переказ про мандрагору (альрауне), рослину, яка:

[…] зустрічається в басейні Середземного моря, в південно-східній Європі і в Азії аж до Гімалаїв. Листя його і квіти містять наркотики. Воно вживалося раніше як снодійний засіб, навіть при операціях в знаменитій медичній школі в Салерно. Листя курили, а з плодів готували любовні напої. Вони підвищують чуттєвість і роблять жінок плідними. […] Тоді рослина називалася дудаїмом, але головну роль відіграє корінь рослини. […] Вже за […] часів [ Піфагора ] говорили, що він діє як шапка-невидимка і вживали як чарівний засіб або, навпаки, як талісман проти чаклунства. У середні віки під час хрестових походів зародився і германський переказ про Альрауне. Злочинець, розіпнутий голим на хресті, втрачає своє останнє сім'я у той момент, коли в нього ламається хребет. Це сім'я падає на землю і запліднює її: з неї виростає альрауне, маленька людинка, чоловік або жінка. Вночі вирушали на пошуки його. Опівночі копани́ця опускалася в землю під шибеницею. Але люди добре робили, що затикали собі вуха, тому що коли відривали людинку, вона кричала так несамовито, що всі падали від страху […]. Потім людинку відносили додому, ховали, давали йому щодня їсти і по суботах мили вином. Вона приносила щастя на суді й на війні, служила амулетом проти чаклунства і притягував у дім багатство. Прихиляв усіх до того, у кого він зберігався, служив для пророцтв, а в жінках збуджував любовний жар тв полегшував їм пологи. Але, не дивлячись на все це, де б він не був, усюди траплялися нещастя. Інших мешканців будинку переслідували невдачі, у власникові своєму він розвивав скупість, розпусні схильності та всілякі вади. А, урешті-решт, навіть занапащав його і вкидав у пекло. Проте, ці корені користувалися загальною любов'ю, ними навіть торгували і брали за них величезні гроші […].

Вислухавши розповідь Манассе, Франк Браун пропонує своєму дядькові-генетикові створити подібну істоту в людському вигляді, штучно запліднивши повію (якою, на його думку, і є земля, з якої проростає мандрагора-альрауне) сім'ям злочинця, яке той втратив під час страти. У результаті на світ (а народжується вона опівночі) з'являється дуже красива дівчинка з незвичайними здібностями: юна Альрауне може примушувати людей виконувати будь-які свої бажання, часто дуже жорстокі та витончені, має дар навіювання, приносить опікунові-генетикові багатство. В той же час усі, хто попадають під її вплив, приречені на смерть.
Альрауне впродовж усього свого життя страждає від нав'язливої сексуальності та збочених стосунків. Вона дізнається про своє неприродне походження та мститься за це професорові.

## Екранізації
- «Альрауне» / Alraune 1918, Угорщина, реж: Майкл Кертіс, Едмунд Фріц
- «Альрауне, донька ката, названа рудою Ганною» / Alraune, die Henkerstochter, genannt die rote Hanne 1918, Німеччина (Веймарська республіка), реж: Ойген Іллеш, Йозеф Кляйн
- «Альрауне і Голем» / «Alraune und der Golem» 1919, Німеччина (Веймарська республіка), реж: Нільс Улаф Крісандер
- «Альрауне» / Alraune, 1928, Німеччина (Веймарська республіка), реж: Генрік Галеєн
- «Альрауне» / Alraune, 1930, Німеччина (Веймарська республіка), реж: Ріхард Освальд
- «Альрауне» / Alraune, 1952, Німеччина (ФРН), реж: Артур Марія Рабенальт